# Bussunda: a Vida do Casseta
Bussunda - A vida do Casseta é um livro de Guilherme Fiuza lançado em 2010 pela Editora Objetiva, biografia  do ator e humorista Bussunda, bem como seu grupo humorístico Casseta & Planeta.
Fiuza, um fã de longa data do Casseta & Planeta que só falou com Bussunda em vida uma vez, entrevistando-o por telefone para seu trabalho de repórter, se interessou pelo assunto em julho de 2006 ao ler um artigo do jornal O Globo, "Bussunda Besserman Viana", onde o economista Sérgio Besserman Vianna falava sobre como seu recém-falecido irmão Cláudio, o Bussunda, teve seu senso de humor moldado por uma densa história familiar. Três meses depois, contatou Sérgio para escrever a respeito de Bussunda. Em fevereiro de 2007 teve sua primeira reunião com os remanescentes do Casseta & Planeta, com a presença também de Sérgio e da viúva de Bussunda, Angélica. Entre 2008 e 2009 entrevistou 50 pessoas e gravou mais de 80 horas de áudio, e durante os cinco meses em que escreveu o livro, passou por intenso stress que desfez seu casamento.

## Enredo
Quando a carreira dos futuros integrantes do Casseta & Planeta começou a engrenar, Cláudio Manoel perguntou para Bussunda que sonho de consumo ele ia realizar primeiro se ficasse rico. "Eu quero ter 40 mil pares de sandálias Havaianas", afirmou o humorista, sem hesitar.
A resposta diz muito sobre a personalidade de Cláudio Besserman Vianna, nome real de Bussunda, e explica porque ele se tornou uma das figuras mais amadas do Brasil, conquistando pessoas de todas as idades e classes sociais. Eleito o pior aluno da universidade, o que considerava motivo de orgulho, durante um período o comediante chegou a quase não ter dinheiro para comer e andar de ônibus. Quando o sucesso veio, porém, ele continuou o mesmo sujeito simples e debochado de sempre.
Além de traçar um perfil revelador de Bussunda, Guilherme Fiuza reconstitui aqui o nascimento do Casseta & Planeta, relatando a trajetória de seus outros integrantes. Egressos dos jornais humorísticos Casseta Popular e O Planeta Diário, eles se aproximaram quando foram chamados para escrever um programa que virou a televisão brasileira de cabeça para baixo: a TV Pirata.
O que emerge do livro é um retrato definitivo de um personagem único, que arrebatou o país com seu jeito anárquico e, ao mesmo tempo, extremamente doce.